# Buick Modell D
Der Buick Modell D war ein fünfsitziger Personenkraftwagen, der in den Modelljahren 1907 und 1908 von  Buick in den USA als erstes Vierzylindermodell gebaut wurde. Ihm zur Seite gestellt war ein baugleicher Roadster, das Modell S, sowie je ein Tourenwagen und ein Roadster mit Planetengetriebe, die Modelle H und K. 1909 ersetzten die Modelle 16 und 17 die beiden erstgenannten Typen, 1911 hießen die neuen Wagen Modell 38 und 39.
Während der Roadster 1912 wegfiel, gab es den Tourer in diesem Jahr als Modell 43 und im Folgejahr als Modell 40
.

## Von Jahr zu Jahr

### Modelle D, H, K und S (1907–1908)
Die Modelle D (Tourer) und S (Roadster) waren mit Vierzylinder-Reihenmotoren ausgestattet, die bei einem Hubraum von 4.178 cm³ eine Leistung von 30 bhp (22 kW) entwickelten. Der Radstand der mit einem Kardanantrieb, Frontmotor und Hinterradantrieb versehenen Tourer betrug 2.705 mm, der der Roadster 2.604 mm. Anders als ihre Zweizylinder-Pendants besaßen die Modelle D und S Stirnradgetriebe mit 3 Vorwärtsgängen. 1907 gab es die gleichen Wagen aber auch noch mit zweistufigen Planetengetrieben als  Modell H (Tourer) und Modell K (Roadster). Die Tourer waren wie die Zweizylindermodelle in königsblau gehalten und mit elfenbeinfarbigen Holzspeichenrädern versehen. Die sportlicheren Roadster waren französisch-grau mit grünen Streifen.
1908 fielen die Modelle H und K weg, das Modell D wurde unverändert weitergebaut und vom Modell S gab es zusätzlich eine Version mit Schwiegermuttersitz und eine viersitzige Version.
Das Modell D entstand in zwei Jahren 1.066-mal, das Modell S 442-mal. Von den beiden Modellen mit Planetengetriebe entstanden im einzigen Produktionsjahr nur 36 Stück (Modell H), bzw. 13 Stück (Modell K).

### Modelle 16 und 17 (1909–1910)
Das Modell 16 war als 2-sitziger Roadster oder 4-sitziger Tourabout (Roadster mit 2 Notsitzen), später auch als 4-sitziger Tonneau erhältlich. Ihm zur Seite gestellt wurde ein 5-sitziger Tourenwagen gleicher Auslegung, das Modell 17. Beide Modelle waren mit Vierzylinder-Reihenmotoren ausgestattet, die bei einem Hubraum von 5.211 cm³ eine Leistung von 32,4 bhp (23,8 kW) entwickelten. Der Radstand der Roadster, Tourabout und Tonneau betrug 2.845 mm, der der Tourenwagen 2.858 mm. Von ihren Vorgängern unterschieden sich die neuen Modelle durch etwas größere Motoren und ein moderneres Aussehen durch abgerundete Kotflügel.
Das Modell 16 entstand in zwei Jahren 2.749-mal, das Modell 17 wurde 8.005-mal hergestellt.

### Modelle 38 und 39 (1911)
Nachfolger der Modelle 16 und 17 waren für das Modelljahr 1911 die Modelle 38 und 39. Sie hatten den gleichen Motor wir ihre Vorgänger, der jedoch auf 48 bhp (35 kW) erstarkt war. Der Radstand der Wagen betrug einheitlich 2.946 mm. Der Roadster mit seinem auffälligen Hecktank war dunkelblau lackiert und hatte graue Holzspeichenräder. Auch der Tourenwagen war in dieser Farbkombination erhältlich.
Das Modell 38 wurde 153-mal gebaut, das Modell 39 wurde 905-mal hergestellt. 1912 entfiel der große Roadster ersatzlos.

### Modell 43 (1912)
1912 ersetzte das Modell 43 ohne große Veränderungen das Modell 39. Nach Wegfall der Pullman-Limousine Modell 41 mit dem gleichen Motor war der 43 nun das Spitzenmodell der Marke.
Das Modell 43 wurde 1.501-mal gebaut.

### Modell 40 (1913)
1913 löste das Modell 40 den Typ 43 ab. Er unterschied sich von seinem Vorgänger durch einen kürzeren Radstand von 2.921 mm und durch die Lederpolsterung, die bis auf die Türoberseiten fortgeführt war.
Das Modell 40 wurde 1.506-mal gebaut. 1914 entfiel dieser Wagen ersatzlos.

## Quelle
- Kimes, Beverly R. & Clark, Henry A. jun.: Standard Catalog of American Cars 1805–1942. Krause Publications, Iola 1985, ISBN 0-87341-045-9.

Im Zeitraum von 1942 bis 1946 gab es aufgrund des Zweiten Weltkrieges nur eine eingeschränkte zivile Fahrzeugproduktion.